# Katolikus Női Társadalomtudományi Szakiskola
A Katolikus Női Társadalomtudományi Szakiskola a Szociális Testvérek Társasága Erdélyi Kerülete által fenntartott és vezetett, szociális gondozónőket képző főiskola-szintű intézmény volt Kolozsvárott 1939 és 1944 között.

## Előzmények
A szociális ismeretek terjesztésének érdekében a Szociális Testvérek Társasága erdélyi tagjai kezdetben többnapos tanfolyamokat szerveztek az Erdélyi  Katolikus  Nőszövetség  keretében Erdély nagyobb városaiban: például 1922-ben Brassóban, 1923-ban Csíkszeredában, 1924-ben Székelyudvarhelyen, 1925-ben Marosvásárhelyen, 1926-ban Tusnádon. 
1933-ban szociális munkások iskolarendszerű képzését tűzték ki célul, de  a román állam korlátozó törvényei miatt „fedőnéven”,  Egyházközségi Nővéreket Képző Iskola név alatt. Olyan világi nők jelentkezését várták, aki hivatásszerűen vállalják a vallási és szociális ügyek szolgálatát egyházközségi keretben. A jelentkezők először egy éves (585 órás) elméleti képzésben vettek részt:  teológiai, neveléstudományi, pszichológiai, szociológiai, jogi és gazdasági, népegészségi és háztartás-vezetési ismereteket szereztek. Az  elméleti képzést egy év gyakorlati képzés követte. Gazdasági nehézségek miatt azonban ez képzési forma nem vált rendszeressé.
Néhány évnyi kimaradás után 1937-ben Budapesten indított a Szociális Testvérek Társasága kétéves szociális képzést, három különböző tagozattal, Katolikus Női Szociális Képző elnevezéssel.

## A Társadalomtudományi Szakiskola Kolozsvárott
Erdélyben a szociális munkások (hároméves) főiskolai szintű képzése 1939 őszén indult meg újra, mint a Szociális Testvérek Társaságának  Szociális Szemináriuma.  
Erdély 1940-ben történt visszacsatolása újabb lendületet adott ennek a kezdeményezésnek, de a felfokozott igények kielégítésére, a Belügyminisztérium és az Országos Nép- és Családvédelmi Alap (ONCSA) kívánságára 1941-től az  addigi  kétéves  elméleti  és  egyéves  gyakorlati  képzést  14 hónapos  tanfolyam váltotta fel, két tanévre elosztva. A képző ekkor hivatalosan a Katolikus Női Társadalomtudományi Szakiskola nevet vette fel. S bár az elnevezésben a főiskola szó nem szerepelt, de a képzés annak felelt meg: az előadások nagy részét a kolozsvári egyetem neves professzorai tartották (például Várkonyi Hildebrand, Kovrig Béla, Bálint Sándor, Bónis György, Csizmadia Andor, Székely István, Heller Erik, Martonyi János).
1942-ben megegyezés jött létre a kolozsvári egyetem közgazdasági kara és a szociális testvérek Erdélyi Kerületének akkori főnöknője, Veress Marienne között, miszerint a Társadalomtudományi Szakiskolájába járó növendékeket elméleti képzésre beíratják az egyetemi Szociális Tanfolyamra, viszont az egyetem Szociális Tanfolyamának hallgatói a Társadalomtudományi Szakiskolába iratkozhatnak be szociális  gyakorlatra.
A végzett növendékek összefogására külön egyesület alakult: az Erdélyi  Szociális  Munkások  Egyesülete, melyet kezdőbetűiről ESZMÉ-nek neveztek. Az egyesület, illetve a kolozsvári központ körlevelekkel, lelki és szakmai továbbképzést szolgáló tanulmányi napokkal igyekezett tagjaiban fenntartani és továbbfejleszteni a szociális munkához elengedhetetlen mélyebb lelkiséget és szakmai hivatástudatot.

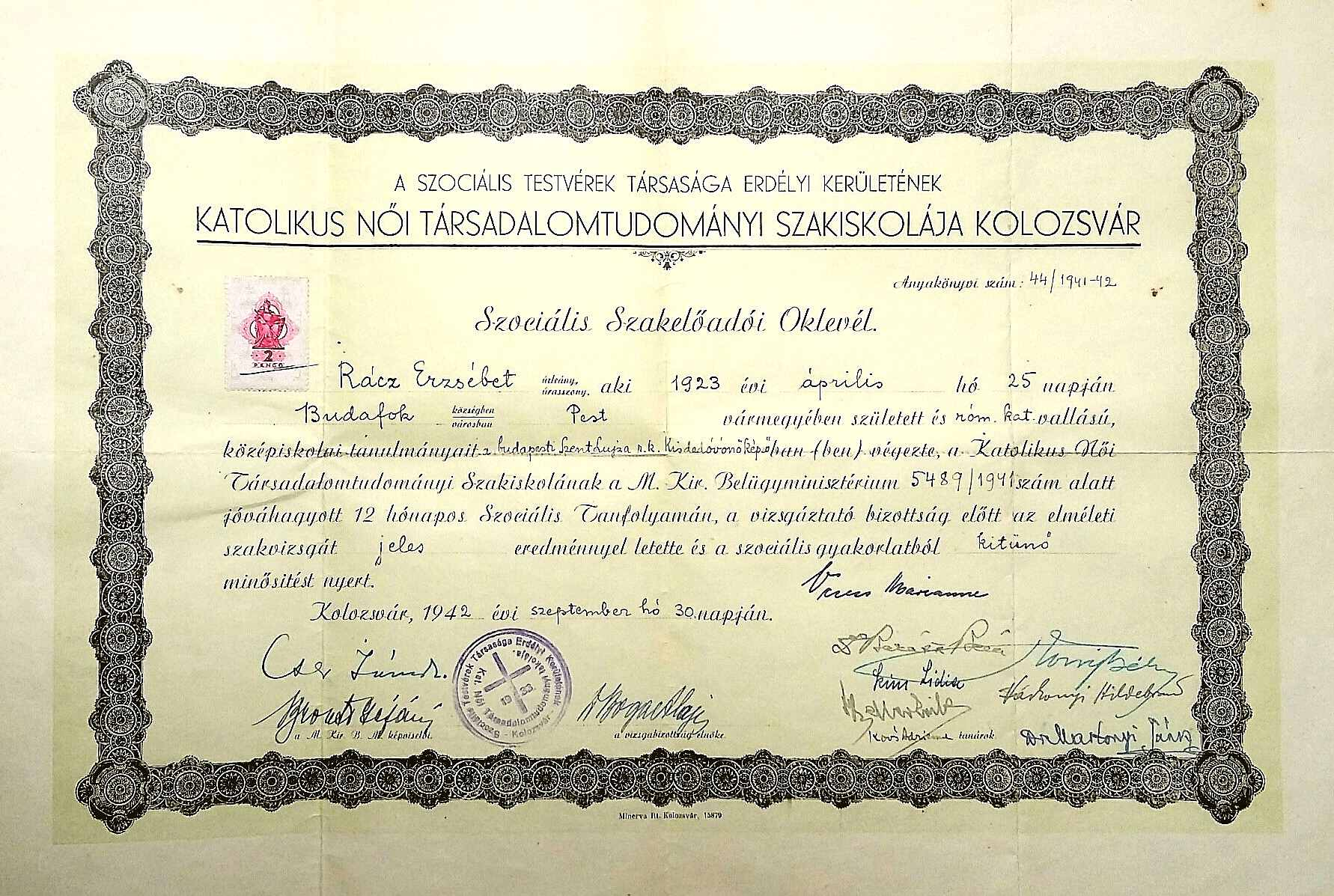
A Szakiskola által kiállított Szociális szakelőadói oklevél (1942)